# Ivan Pučnik
Ivan Pučnik, slovenski politik, poslanec, župan, kmet, sadjar * 17. avgust 1927, Črešnjevec, Slovenska Bistrica, † 5. december 2008, Črešnjevec, Slovenska Bistrica.

## Mladost in začetki
Od rojstva dalje je živel in delal na domači kmetiji v Črešnjevcu v občini Slovenska Bistrica, ki jo je prevzel po očetu. Ukvarjal se je predvsem s sadjarstvom in v sadjarskih krogih užival velik ugled. Skozi celo življenje se je zavzemal za ureditev socialnega položaja slovenskega kmeta ter njegovo boljšo povezanost in organiziranost ter za uveljavitev demokracije.
Njegov mlajši brat Jože Pučnik je bil znani politični disident in kasneje predsednik Demosa in predsednik Socialdemokratske stranke Slovenije.

## Poslanec republiškega zbora
Politično kariero je začel kot občinski odbornik v Slovenski Bistrici, to je bil dva mandata od leta 1959 do 1968. V obdobju od 1964 do 1968 je bil predsednik skupščine Kulturne skupnosti Slovenska Bistrica.
Od leta 1969 do 1974 je bil poslanec Republiškega zbora skupščine Slovenije. Leta 1971 je bi eden izmed petindvajseterice poslancev, v t. i. aferi 25, ki so temeljito razburkali takratno politično življenje, ko so mimo SZDL in ZK za člana predsedstva predlagali dr. Ernesta Petriča Ker ni želel odstopiti z mesta poslanca je bil kasneje izključen iz političnega življenja.

## Poslanec skupščine in župan
Leta 1988 je bil eden od ustanoviteljev Slovenske kmečke zveze, prve demokratične stranke v Sloveniji po 2. svetovni vojni, ki se je kasneje preimenovala Slovensko ljudsko stranko. Bil je tudi eden od podpredsednikov stranke ter član njenega izvršilnega odbora.
Na volitvah v družbenopolitični zbor 8. aprila 1990 je kandidiral na listi Slovenske kmečke zveze ter bil tudi izvoljen v Skupščino Republike Slovenije. Za časa svojega mandata je vodil komisijo za denacionalizacijo.
Od leta 1991 do 1994 je bil župan Občine Slovenska Bistrica. Med osamosvojitveno vojno je kot predsednik skupščine občine Slovenska Bistrica  vodil pogajanja s poveljnikom tamkajšnje vojašnice in preprečil spopade med slovensko teritorialno obrambo in jugoslovansko vojsko. Zaradi njegovih zaslug so mu v Slovenski Bistrici podelili tudi naziv častnega občana.
Od ustanovitve leta 1997 do leta 2007 je bil član Komisije Vlade RS za popravo krivic.